# Ancistrocladus
Ancistrocladus ist die einzige Gattung der somit monogenerischen Pflanzenfamilie der Ancistrocladaceae innerhalb der Ordnung der Nelkenartigen (Caryophyllales). Die etwa 20 Arten sind paläotropisch verbreitet.

## Beschreibung

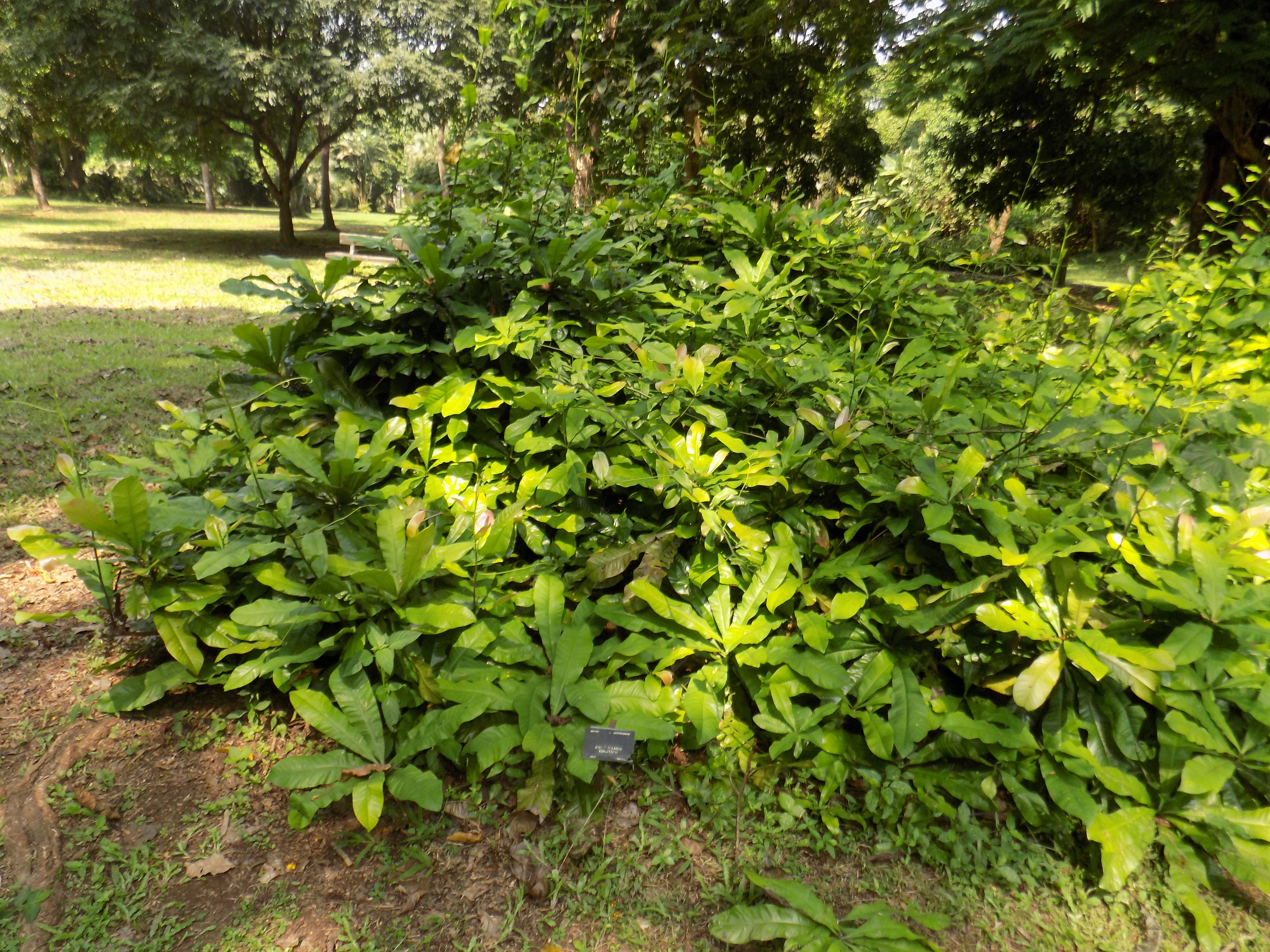
Habitus und Laubblätter von Ancistrocladus korupensis

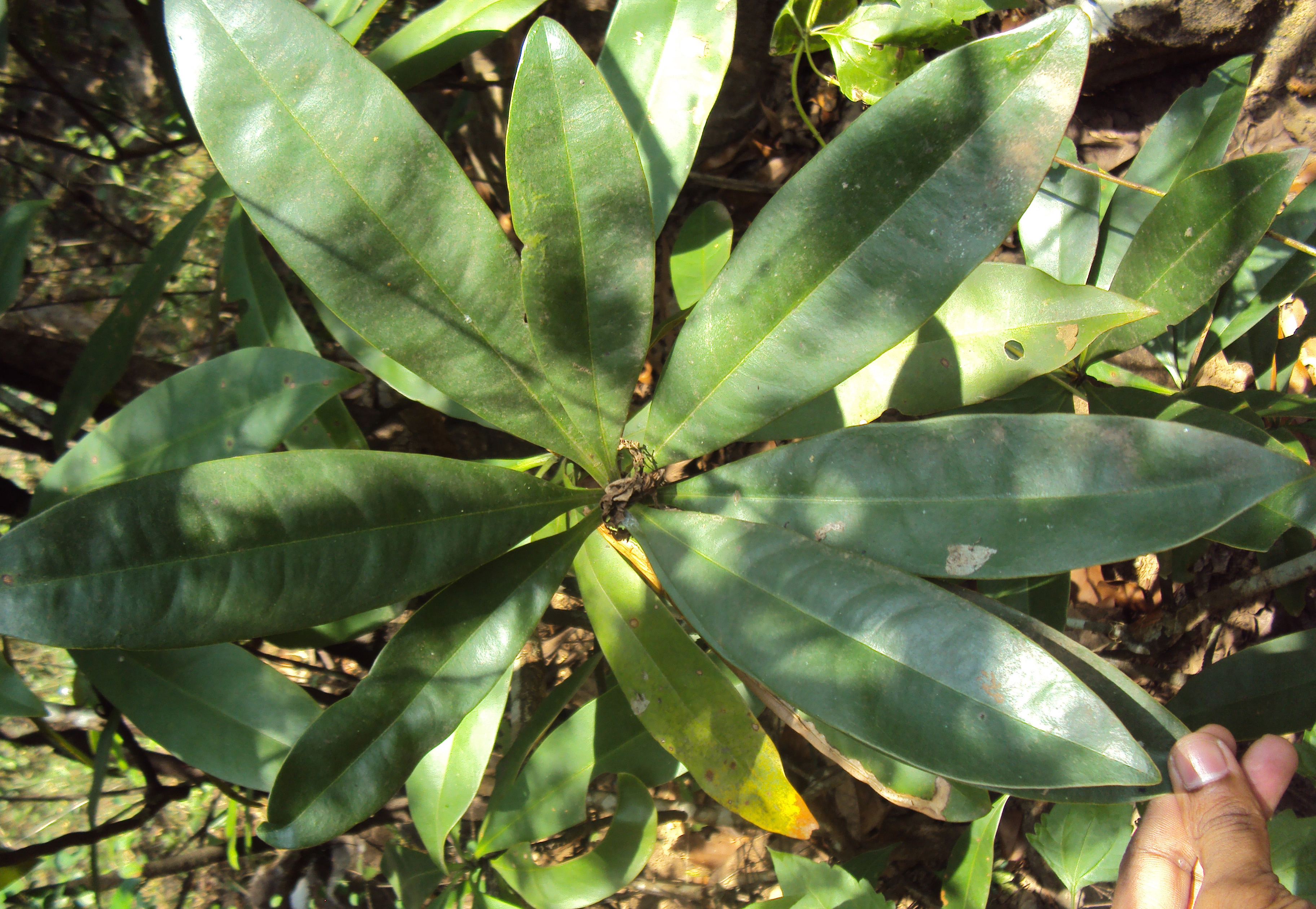
Scheinbar gestielte, einfache Laubblätter von Ancistrocladus heyneanus

### Erscheinungsbild und Blätter
Ancistrocladus-Arten wachsen als Lianen oder kletternde Sträucher. Sie klettern mit hakenförmigen oberen Enden der sympodialen Zweige. Anfangs wachsen sie alle selbständig aufrecht als monopodiale Sträucher. Die Pflanzenteile sind kahl.
Die wechselständigen Laubblätter sind an jungen Exemplaren in endständigen Rosetten, später an der Sprossachse spiralig verteilt oder gehäuft am oberen Bereich der Zweige angeordnet. Die Laubblätter besitzen keinen Blattstiel, aber durch die lang spitz zulaufende Basis der Blattspreite scheinen sie gestielt zu sein. Die einfachen Blattspreiten sind ganzrandig. Auf beiden Blattflächen sind wenige bis einige kleine Gruben verteilt, die jeweils ein einziges Trichom enthalten, das eine wachsige Substanz sezerniert. Es liegt Fieder- und Netznervatur vor. Die actinocytischen Stomata befinden sich hauptsächlich auf der Blattunterseite. Die Nebenblätter sind oft winzig sowie früh abfallend und scheinen oft zu fehlen.

### Blütenstände und Blüten
Die Blütenstände sind sehr unterschiedlich gestaltet. Die relativ kleinen, zwittrigen Blüten sind selten vier- oder meist fünfzählig. Die vier oder meist fünf haltbaren Kelchblätter können gleichgestaltet und deutlich ungleich sein. Die vier oder meist fünf Kronblätter sind frei oder nur an ihrer Basis verwachsen. Selten ist nur ein Kreis, meist sind zwei Kreise mit je meist fünf, selten vier Staubblätter vorhanden, von denen fünf etwas bis deutlich größer sind (wenn nur ein Staubblattkreis vorhanden ist, dann alle Staubblätter gleich groß). Die gleich oder unterschiedlich langen Staubfäden sind immer etwas mit den Kronblättern verwachsen. Die basifixen Staubbeutel öffnen sich mit einem Längsschlitz. Die meist drei (selten vier) Fruchtblätter sind zu einem unterständigen oder halbunterständigen, einkammerigen Fruchtknoten verwachsen. Jeder Fruchtknoten enthält nur eine basilaterale, hemitrope, bitegmische Samenanlage. Die drei selten nur teilweise verwachsenen bis meist freien, verdickten, länglichen Stempel enden in drei Narben.

### Früchte und Samen
Die Nussfrüchte sind vom korkigen Blütenbecher (Hypanthium) umgeben und auf ihrem Ende tragen sie noch die flügelartigen, oft ungleichen Kelchblätter. Die Samen enthalten hartes, ruminates, stärkehaltiges Endosperm. Der Embryo ist relativ kurz und gerade.

## Systematik und Verbreitung

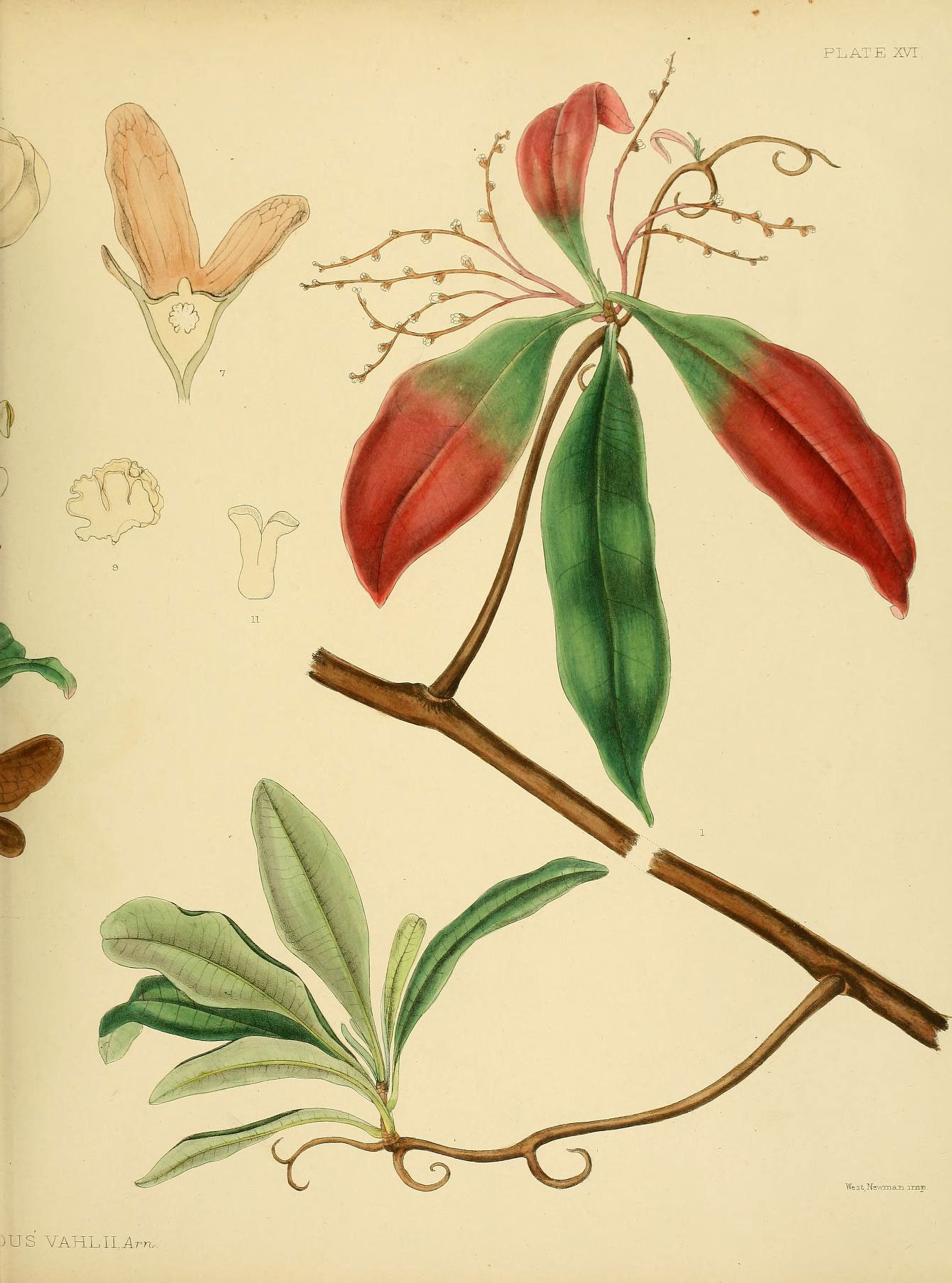
Illustration aus A hand-book to the flora of Ceylon, Tafel XVI von Ancistrocladus hamatus

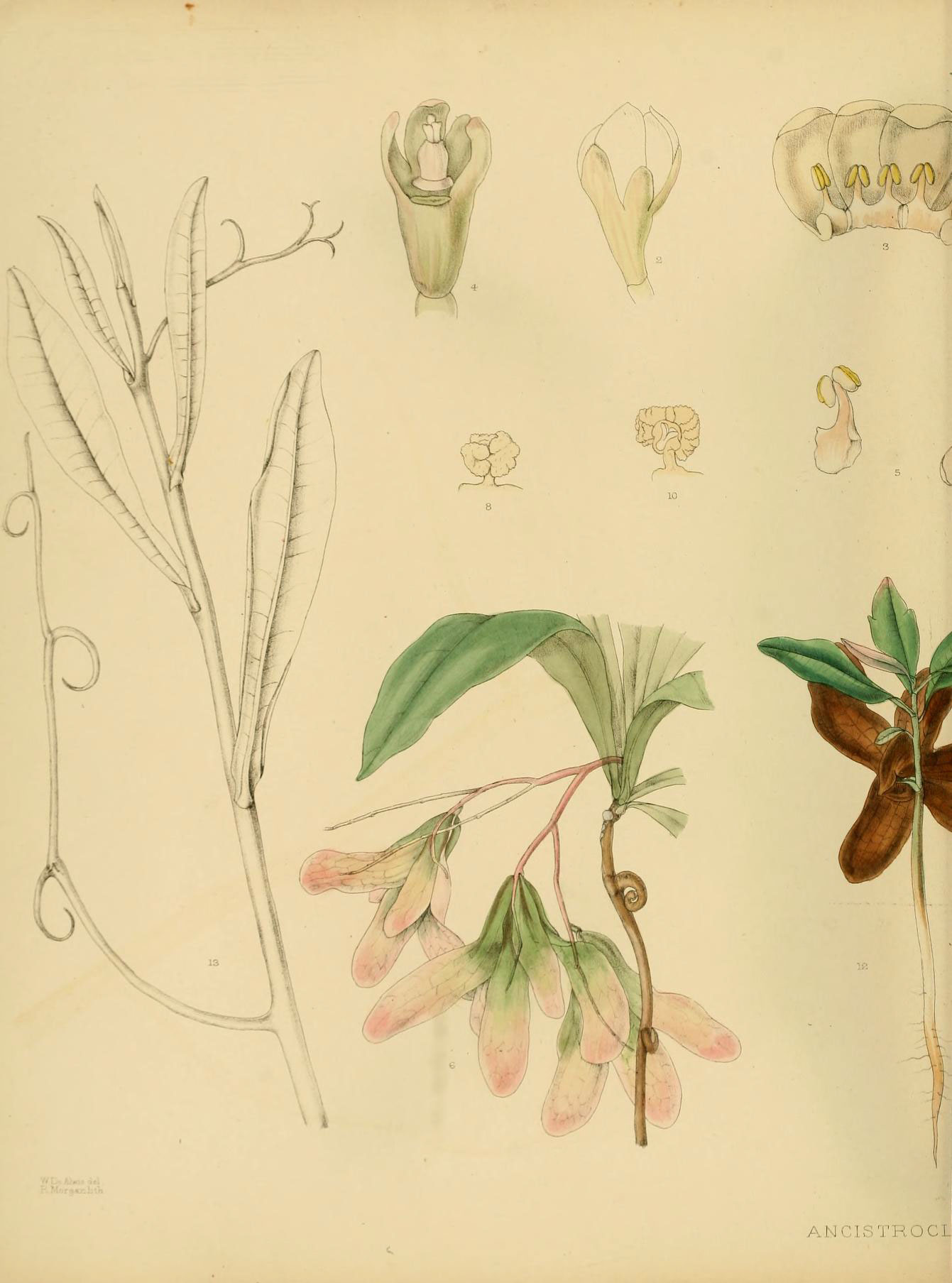
Illustration aus A hand-book to the flora of Ceylon, Tafel XVI von Ancistrocladus hamatus

Die Gattung Ancistrocladus wurde 1829 durch Nathaniel Wallich in A Numerical List of Dried Specimens 1052 aufgestellt. Typusart ist Ancistrocladus hamatus (Vahl) Gilg.
Die Familie Ancistrocladaceae wurde 1851 durch Jules Émile Planchon aufgestellt.
Innerhalb der Ordnung Caryophyllales zur die Familie Ancistrocladaceae Planch. ex Walp. nom. cons. sind die nächst verwandten Familien die Nepenthaceae und Droseraceae.
Die letzte Revision der Gattung Ancistrocladus erfolgte 2005.
Die Ancistrocladaceae sind paläotropisch verbreitet, mit disjunktem Areal im tropischen Afrika und südlichen Asien, Südostasien bis westlichen Borneo.
Die Familie Ancistrocladaceae enthält nur eine Gattung, Ancistrocladus, mit etwa 20 Arten:
- Ancistrocladus abbreviatus Airy Shaw: Es gibt etwa zwei Unterarten:
  - Ancistrocladus abbreviatus Airy Shaw subsp. abbreviatus: Sie ist von Westafrika bis Kamerun verbreitet.[6]
  - Ancistrocladus abbreviatus subsp. lateralis Gereau: Dieser Endemit kommt nur im südlichen Nigeria vor.[6]
- Ancistrocladus attenuatus Dyer: Sie kommt in Indien, auf den Andamanen und in Myanmar vor.[6]
- Ancistrocladus barteri Scott-Elliot: Sie kommt im westlichen tropischen Afrika vor.[6]
- Ancistrocladus benomensis Rischer & G.Bringmann: Sie kommt in Malaysia vor.[6]
- Ancistrocladus congolensis J.Léonard: Sie kommt von Gabun bis zur Demokratischen Republik Kongo vor.[6]
- Ancistrocladus ealaensis J.Léonard: Sie kommt von der Zentralafrikanischen Republik über Gabun bis zur Demokratischen Republik Kongo vor.[6]
- Ancistrocladus grandiflorus Cheek: Dieser Endemit nur im südwestlichen Kamerun vor.[6]
- Ancistrocladus griffithii Planch.: Sie kommt in Myanmar, Kambodscha, Thailand, Vietnam und auf den Andamanen vor.[6]
- Ancistrocladus guineensis Oliv.: Sie kommt nur in Nigeria, Kamerun und Gabun vor.[6]
- Ancistrocladus hamatus (Vahl) Gilg: Sie kommt nur in Sri Lanka vor.[6]
- Ancistrocladus heyneanus Wall. ex J.Graham: Sie kommt nur im südwestlichen Indien vor.[6]
- Ancistrocladus ileboensis Heubl, Mudogo & G.Bringmann: Sie wurde 2010 aus Kongo erstbeschrieben.[6]
- Ancistrocladus korupensis D.W.Thomas & Gereau: Sie kommt nur in Nigeria und in Kamerun vor.[6]
- Ancistrocladus le-testui Pellegr.: Sie kommt im westlich-zentralen tropischen Afrika  vor.[6]
- Ancistrocladus likoko J.Léonard: Sie kommt in Kongo und Zaire vor.[6]
- Ancistrocladus pachyrrhachis Airy Shaw: Dieser Endemit kommt nur in Liberia bei Monrovia vor.[6]
- Ancistrocladus robertsoniorum J.Léonard: Sie kommt im südöstlichen Kenia vor.[6]
- Ancistrocladus tanzaniensis Cheek & Frim.: Sie kommt in Tansania vor.[6]
- Ancistrocladus tectorius (Lour.) Merr.: Sie ist in Thailand, Kambodscha, Vietnam, Laos, Myanmar, Indonesien, Malaysia, Singapur, auf Andamanen und den Nikobaren und in der chinesischen Provinz Hainan verbreitet.[1]
- Ancistrocladus uncinatus Hutch. & Dalziel: Sie kommt nur im südöstlichen Nigeria vor.[6]
- Ancistrocladus wallichii Planch.: Sie kommt in Assam, Bangladesch und auf den Andamanen vor.[6]